# Y Fenni
L'Y Fenni és un tipus de formatge gal·lès consistent en formatge cheddar barrejat amb grans de mostassa i ale.
La seva denominació prové del nom gal·lès d'Abergavenny, una ciutat mercat de Monmouthshire (sud-est de Gal·les).Quan l'Y Fenni es recobreix amb cera vermella també s'anomena Red Dragon, nom procedent del drac de la bandera de Gal·les.